# È tutto un attimo/Tenera immagine
È tutto un attimo è un singolo di Anna Oxa del 1986. Con questo brano, scritto da Adelio Cogliati, Franco Ciani (testo) e Umberto Smaila (musica), la cantante italiana ha partecipato al trentaseiesimo Festival di Sanremo. Il lato b del singolo è Tenera immagine; i brani sono stati entrambi estratti dall'album omonimo È tutto un attimo.